# 藍印戶口
藍印戶口是中華人民共和國一段時間內某些地區存在的戶籍制度，該資格介于正式户口与暂住户口之間。

## 概論
隨著改革開放的社會需要，1992年左右最早的蓝印户口出现，以中小城市居多。1994年之后上海、深圳、广州等大城市也开始办理蓝印户口，意在促进减少广州市等城市空置积压的商品房，促進經濟流動。只要購買特定城區中地段較差商品房積壓較多的社區房產就能得到，然而為了避免一種「戶口可以用錢買的」風氣在社會傳播，所以並不直接給予同樣的城市戶口，而是另一種格式的户口本，也就是藍印戶口的由來。
蓝印户口不是常住户口，每年须进行年检，不符合年检的，公安局给予注销。购买的住房只能够办理自己家一户的蓝印户口，不能带上亲戚、朋友，一經發現將终身失去办理蓝印資格和該城市正式戶口的資格。戶中孩子不能超過22歲，必须为未婚或单身，若日後想符合條件转为正式户口，則藍印期間不得有结婚或离婚记录，否则蓝印户口不予转正，避免有人想透過密集結婚離婚等手段作弊。
隨著時間的推移和戶口制度改革，本制度逐漸淡出取消，天津是最後保有該制度的城市，2014年1月1日天津施行了居住证管理制度和积分落户规定，開始停止新辦藍印戶口，5月31日前買房者是最後一批可取得藍印者，停辦之後所有現持藍印戶口者在考察期满后经复验合格可按规定办理正式天津户口。2014年7月30日国务院印发《国务院关于进一步推进户籍制度改革的意见》，從此藍印戶口走入歷史。

## 參看
- 中華人民共和國戶籍制度
- 集体户口
- 农民工